# Puchar Interkontynentalny w Lekkoatletyce 2018 – sztafeta 4 × 100 m kobiet
Sztafeta 4 × 100 metrów kobiet – jedna z konkurencji biegowych rozgrywana w ramach lekkoatletycznyego pucharu interkontynentalnego na Stadionie miejskim w Ostrawie-Witkowicach.

## Terminarz
Źródło: worldathletics.org.
| Data       | Godzina |
| ---------- | ------- |
| 8 września | 17:34   |

## Rekordy
Tabela prezentuje rekord świata, rekord pucharu interkontynentalnego, rekordy kontynentów oraz najlepszy wynik na listach światowych w sezonie 2018 przed rozpoczęciem mistrzostw.
|                                     | Zawodnik                                                                                | Wynik | Miejsce   | Data                      |
| ----------------------------------- | --------------------------------------------------------------------------------------- | ----- | --------- | ------------------------- |
| Rekord świata                       | Stany Zjednoczone · (Tianna Madison, Allyson Felix, Bianca Knight, Carmelita Jeter)     | 40,82 | Londyn    | 10 sierpnia 2012(dts)     |
| Rekord pucharu interkontynentalnego | NRD · (Silke Gladisch, Sabine Rieger, Ingrid Auerswald, Marlies Göhr)                   | 41,37 | Canberra  | 6 października 1985(dts)  |
| Listy światowe                      | Wielka Brytania · (Asha Philip, Bianca Williams, Imani Lansiquot, Dina Asher-Smith)     | 41,88 | Berlin    | 12 sierpnia 2018(dts)     |
| Rekord Afryki                       | Nigeria · (Beatrice Utondu, Faith Idehen, Christy Opara-Thompson, Mary Onyali-Omagbemi) | 42,69 | Barcelona | 7 sierpnia 1992(dts)      |
| Rekord Azji                         | Chiny · (Xiao Lin, Li Yali, Liu Xiaomei, Li Xuemei)                                     | 42,23 | Szanghaj  | 23 października 1997(dts) |
| Rekord Ameryki Północnej            | Stany Zjednoczone · (Tianna Madison, Allyson Felix, Bianca Knight, Carmelita Jeter)     | 40,82 | Londyn    | 10 sierpnia 2012(dts)     |
| Rekord Ameryki Południowej          | Brazylia · (Evelyn dos Santos, Ana Cláudia Lemos, Franciela Krasucki, Rosângela Santos) | 42,29 | Moskwa    | 18 sierpnia 2013(dts)     |
| Rekord Europy                       | NRD · (Silke Gladisch, Sabine Rieger, Ingrid Auerswald, Marlies Göhr)                   | 41,37 | Canberra  | 6 października 1985(dts)  |
| Rekord Australii i Oceanii          | Australia · (Rachael Massey, Suzanne Broadrick, Jodi Lambert, Melinda Gainsford-Taylor) | 42,99 | Polokwane | 18 marca 2000(dts)        |

## Rezultaty
Źródło: worldathletics.org.
| Pozycja | Tor | Drużyna        | Zawodniczki                                                                | Czas  | Punkty | Uwagi    |
| ------- | --- | -------------- | -------------------------------------------------------------------------- | ----- | ------ | -------- |
| 1.      | 5   | Ameryka        | Ángela Tenorio, Shaunae Miller-Uibo, Jenna Prandini, Vitória Cristina Rosa | 42,11 | 8      |          |
| 2.      | 4   | Europa         | Kristal Awuah, Imani-Lara Lansiquot, Bianca Williams, Dina Asher-Smith     | 42,55 | 6      |          |
| 3.      | 3   | Azja i Oceania | Liang Xiaojing, Wei Yongli, Ge Manqi, Yuan Qiqi                            | 42,93 | 4      |          |
| –       | 6   | Afryka         | Janet Amponsah, Blessing Okagbare, Tobi Amusan, Marie Josée Ta Lou         | DSQ   | 0      | 163.3(a) |

## Klasyfikacja drużynowa
Źródło:
| Miejsce | Drużyna        | Punkty indywidualne | Punkty drużynowe |
| ------- | -------------- | ------------------- | ---------------- |
| 1.      | Ameryka        | 8                   | 8                |
| 2.      | Europa         | 6                   | 6                |
| 3.      | Azja i Oceania | 4                   | 4                |
| 4.      | Afryka         | 0                   | 0                |